# Affût Scarff
Pour les articles homonymes, voir Scarff.

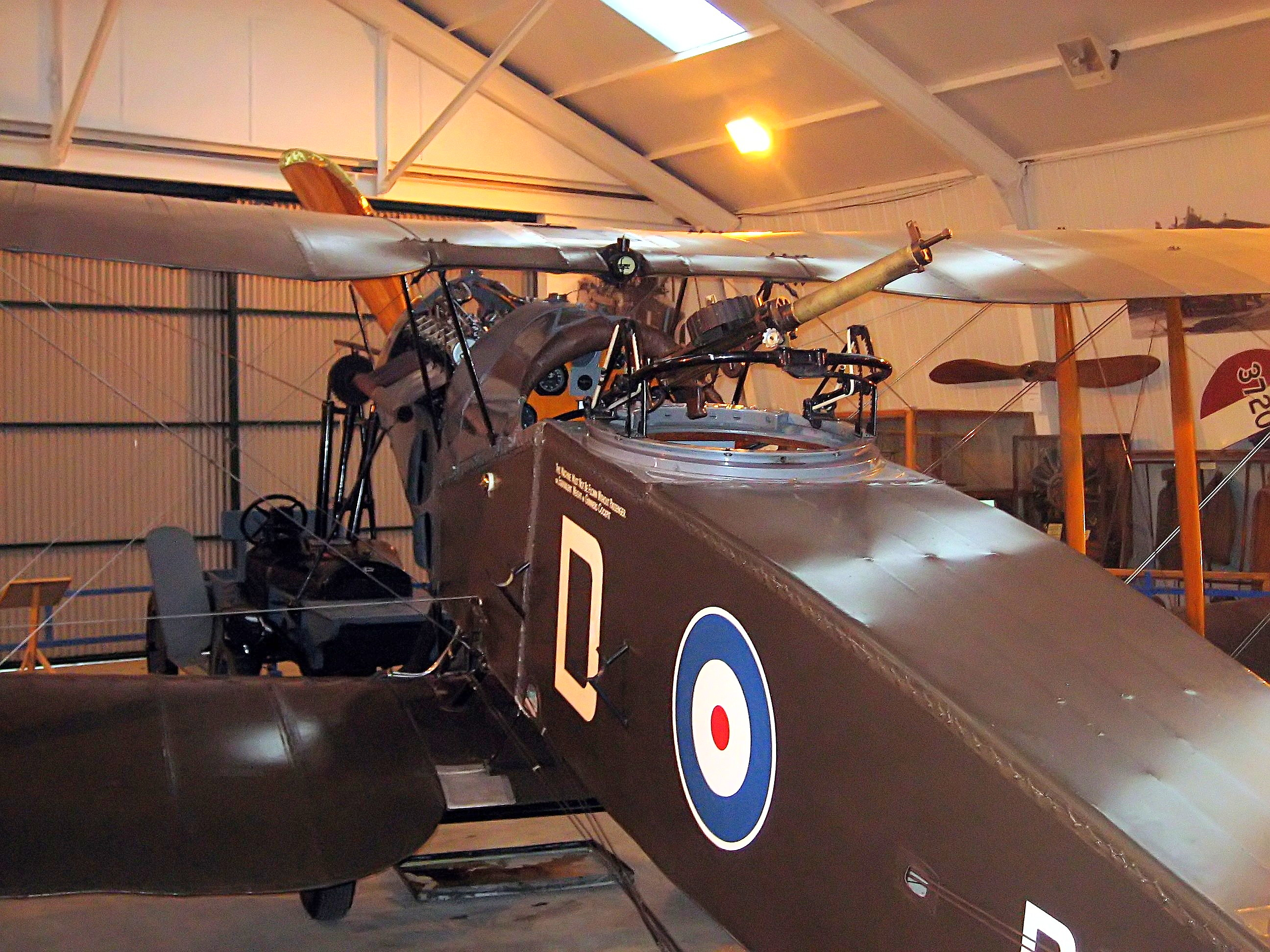
Un affût Scarff, sur un Bristol F.2 exposé à la ', en Angleterre.

L'affût Scarff était un système de montage de mitrailleuses sur avion, conçu durant la Première Guerre mondiale par un officier marinier (sous-officier), l'adjudant F. W. Scarff, du British Admiralty Air Department (Département de l'air de l'Amirauté britannique).